# Lista de membros associados da Academia Brasileira de Ciências empossados em 1968
Esta lista contém os nomes dos membros associados da Academia Brasileira de Ciências empossados em 1968. 
A categoria de associados foi extinta na reforma estatutária ocorrida em 1999. Ambas as categorias titular e associado são de caráter vitalício. 
| Imagem | Nome               | Datas de nascimento e falecimento       | Local de nascimento | Área de especialização | Alma mater | Data de posse | Conhecido por | Referências |
| ------ | ------------------ | --------------------------------------- | ------------------- | ---------------------- | ---------- | ------------- | --- | ----------- |
|        | Ernesto Giesbrecht | 27 de março de 1921 20 de julho de 1996 | Ponta Grossa, PR    | Ciências Químicas      | USP        | 1968          | Coordenou ainda o Programa Multinacional de Química, patrocinado pela Organização dos Estados Americanos (1969-1975) e o Programa NAS-CNPq, na área de Química Inorgânica, juntamente com o professor Henry Taube (Nobel de Química, 1983). Trabalhou com Paul Karrer (Nobel de Química, 1937). Foi fundador da Sociedade Brasileira de Química. | [ 3 ]       |